# Maria Eugènia Cuenca i Valero
Maria Eugènia Cuenca i Valero (Calataiud, 20 de novembre de 1947) és una advocada i política catalana d'origen aragonès establerta a Mataró, que ha estat consellera de la Generalitat de Catalunya i diputada al Parlament de Catalunya i al Congrés dels Diputats, la primera dona consellera en un govern de la Generalitat de Catalunya.

## Biografia
Es va llicenciar en dret administratiu a la Universitat de Saragossa. Es va establir a Catalunya, on fou membre fundadora de Convergència Democràtica de Catalunya (CDC) en 1975. Ha estat professora de Dret Administratiu de la Universitat Autònoma de Barcelona de 1972 a 1982. Membre del Col·legi d'Advocats de Barcelona, s'ha especialitzat en urbanisme, medi ambient, dret administratiu i dictàmens administratius constitucionals.
De 1989 a 2004 ha estat membre de la Comissió Permanent i del Comitè Executiu Nacional de CDC. També ha format part de la fundació Centre d'Iniciatives i Recerques Europees a la Mediterrània (CIREM) i del Patronat de la Fundació Mil·lènium i de la Junta d'Amics del Museu Nacional d'Art de Catalunya.
Fou escollitda diputada per CiU per la província de Barcelona a les eleccions generals espanyoles de 1986 i 1989. Ha estat vocal de les Comissions Mixtes d'Igualtat d'oportunitats de la dona (1988-1989) i dels drets de la dona (1990-1992) al Congrés dels Diputats.
De 1982 a 1986 ha estat Secretària General d'Ensenyament del Departament d'Ensenyament de la Generalitat de Catalunya (1982-1986) i Consellera de Governació de 1992 a 1995, sent la primera dona consellera en un govern català.Fou escollida diputada per CiU a les eleccions al Parlament de Catalunya de 1999 i 2003. De 1999 a 2003 fou presidenta de la Comissió d'Organització i Administració de la Generalitat i Govern Local. De 1997 a 2000 ha format part del Consell d'Administració de la Corporació Catalana de Ràdio i Televisió i de 1999 a 2003 ha format part del Consell Social de la Universitat de Barcelona.

## Obres
- Comentaris sobre l'Estatut d'autonomia de Catalunya (1990)